# Tekulai Hulu
Tekulai Hulu is een bestuurslaag in het regentschap Indragiri Hilir van de provincie Riau, Indonesië. Tekulai Hulu telt 721 inwoners (volkstelling 2010).